# Фридрих Вилхелм I (Мекленбург)
Фридрих Вилхелм (I) (на немски: Friedrich Wilhelm (I); * 28 март 1675, Грабов; † 31 юли 1713) е херцог на Мекленбург в частта Мекленбург-Шверин от 1692 до 1713 г.

## Живот
Той е най-големият син на принц Фридрих фон Мекленбург (1638 – 1688) и на Кристина Вилхелмина фон Хесен-Хомбург (1653 – 1722). Племенник е на бездетния херцог Кристиан Лудвиг I.
Фридрих Вилхелм последва чичо си на 21 юни 1692 г. като регент в частта Шверин. След измирането на линията Гюстров от мекленбургската династия той има конфликт с чичо си Адолф Фридрих, прекратен през 1701 г. чрез Хамбургския договор, който разделя Мекленбург на две автономни части, на съществуващите до 1918 г. частични княжества Мекленбург-Щрелиц и Мекленбург-Шверин, и въвежда правото на наследството за династията на първородения.
Фридрих Вилхелм се жени на 2 януари 1704 г. в Касел за принцеса София Шарлота фон Хесен-Касел (* 16 юли 1678, † 30 май 1749), дъщеря на ландграф Карл фон Хесен-Касел (1654 – 1730) и съпругата му Мария Амалия от Курландия (1653 – 1711), дъщеря на херцог Якоб Кетлер от Курландия (1610 – 1682). Бракът е бездетен. Той има множество метреси, от които има най-малко девет деца.
Фридрих Вилхелм умира при Майнц на 31 юни 1713 г. Погребан е в построената от него Николай църква в Шверин.